# Gorky 17
Gorky 17 (v Severní Americe vyšlo pod názvem Odium) je počítačová hra, tahové, taktické RPG. Hra vyšla po dvouletém vývoji roku 1999 a byla vyvinuta v Polsku, firmou Metropolis Software. Na platformě Microsoft Windows se o vydání postarala firma Monolith Productions. Hra byla roku 2006 portována (přeprogramována) také na platformu Linux. O tento port se po technické stránce starala firma Hyperion Entertainment a vydání proběhlo pod Linux Game Publishing. Firma Hyperion Entertainment také oznámila vydání na platformu AmigaOS 4. Dlouho o tomto portu nebyla zmínka, až v roce 2015 byla uvolněna finální verze i pro AmigaOS 4.
Šlo o první hru ze série Gorky. Ještě vyšlo: Gorky Zero, Gorky 02 a Gorky 21. Je to první polská videohra, která zaznamenala úspěch na mezinárodní scéně.
Iniciátorem hry a projektantem byl Adrian Chmielarz.

## Příběh
Hráč ovládá malou skupinu vojáků, kteří musí odhalit tajemství náhlého výskytu hybridních monster v bývalé sovětské vojenské základně u polského města Lubin. Oblast je obsazena jednotkami NATO a všemi světovými médii. První vyslaná skupina zmizela beze stopy. Hlavním hrdinou tohoto příběhu je 40letý kanadský voják Cole Sullivan, člen jednotky s vědeckými znalostmi. Úkolem jeho týmu je zjistit důvod výskytu hybridů a nalézt ztracené členy z první skupiny.